# Blackburn Beverley
Die Blackburn Beverley war ein viermotoriges Transportflugzeug des britischen Herstellers Blackburn Aircraft.

## Geschichte
Der Chefkonstrukteur der General Aircraft Limited (GAL) F.F. Crocombe sah nach dem Ende des Zweiten Weltkriegs den Bedarf an einem neuen Transportflugzeug voraus. Es sollte über gute Kurzstart- und Landefähigkeiten auch von unbefestigten Pisten aus verfügen. Entsprechende Erfahrungen waren in der Firma durch den Bau von Lastenseglern wie der Hamilcar vorhanden. Crocombe konnte das Luftfahrtministerium von dem Konzept überzeugen und erhielt Mitte 1946 den Auftrag für den Bau eines Prototyps der GAL.60 genannten Maschine. Sie sollte von vier Bristol-Hercules-Motoren angetrieben und auch in einer Zivilversion gebaut werden.
Im Jahr 1949 fusionierten General Aircraft und Blackburn, in deren Werk am Brough Aerodrome auch die Endmontage der Maschine stattfand. Der Erstflug der GAL.60 erfolgte am 20. Juni 1950 mit Harold Wood am Steuer. Zwischenzeitlich hatte die Royal Air Force (RAF) ihre Anforderungen um eine Abwurfvorrichtung für größere Lasten erweitert. Sie bestellte 1952 zwanzig entsprechend modifizierte Maschinen. Zum Bau eines entsprechenden Prototyps wurden Teile des vorgesehenen zweiten Prototyps der GAL.60 verwendet. Der neue Prototyp wurde als GAL.65 und dann, entsprechend dem Blackburn-System, als B-100 bezeichnet. Die GAL.65 hatte am 14. Juni 1953 ihren Erstflug, sie war nun mit den stärkeren Bristol Centaurus-171-Motoren, abnehmbaren Hecktüren und geänderten äußeren Flügelsektionen ausgerüstet. Im Mai 1954 wurde die Bestellung auf 47 Stück erhöht. Am 29. Januar 1955 startete die erste Beverley C.1 der Serienversion, nun mit vier Bristol Centaurus 173 ausgestattet, zum Erstflug.

## Konstruktion
Die Beverley war eine eigenwillig aussehende Konstruktion in Schulterdeckerbauweise, mit Doppelleitwerk am Heck, einem Frachtraum mit zwei Etagen und demontierbaren Frachttüren an der Hinterseite. Da nur eine geringe Marschgeschwindigkeit und Reichweite geplant war, wurde das Fahrwerk nicht einziehbar konstruiert, wobei das Hauptfahrwerk an langen Streben unter der Tragfläche angebracht war. Dafür besaß die Maschine sehr gute Kurzstart- und Lande- sowie Langsamflugeigenschaften. Sie konnte 58 Passagiere (oder 40 Fallschirmspringer) im Hauptfrachtraum und 42 weitere (oder 30 Fallschirmspringer) im oberen Teil transportieren. Während der Erprobung wurde eine Flugdauer von bis zu 13 Stunden 25 Minuten erreicht.
Eine Besonderheit in der Handhabung der Beverley war das Sideskate-Verfahren, mit dem das Flugzeug in den Hangar bugsiert werden musste. Mit einer Spannweite von 160 ft. passte sie nicht in die üblichen C-Type Hangars, die eine lichte Weite von lediglich 150 ft. aufwiesen. Die meisten Hangars anderer Bauweise waren überwiegend noch kleiner. Das Sideskategerät bestand im Wesentlichen aus zwei getrennten, mit Rädern versehenen Rampen, die mechanisch verbunden werden konnten. Die einzelnen Fahrwerke wurden auf jeweils ein Gerät gezogen, die Rampen nach oben geklappt, die Räder um 90° gedreht und das Flugzeug dann seitwärts in den Hangar geschoben. Hinzu kam, dass die lichte Höhe  der Hangars nur 35 ft. betrug, während das Leitwerk aber 39 ft. hoch war. Deshalb musste das Bugfahrwerk mit dem Sideskategerät zusätzlich auch deutlich angehoben werden, um das Flugzeug komplett im Hangar unterbringen zu können.

## Betreiber

### Militärische Nutzung
Vereinigtes Königreich
- Royal Air Force

Die Royal Air Force übernahm am 12. März 1956 ihre erste Maschine, die an die No. 47 Squadron in Abingdon ging.
Bei ihrer Indienststellung war die Beverley das größte Flugzeug der Royal Air Force. Aufgrund ihrer Nutzlast von rund 22 Tonnen und ihrem voluminösen Frachtraum wurde sie regelmäßig zum Transport von z. B. Hubschraubern der Typen Bristol Sycamore und Westland Whirlwind sowie 11 Tonnen schweren Saracen-Radpanzern genutzt. Auch ein Trainingsjet vom Typ Folland Gnat zählte zu den Ladungen. Selbst bei vollem Laderaum konnte sie noch 42 Personen im Leitwerksträger befördern.
Bis 1960 wurden fünf Einheiten mit der „als große Errungenschaft“ bezeichneten Maschine ausgerüstet, drei Staffeln des RAF Transport Commands in RAF Abingdon (30., 47. und 53. Squadron) und je eine in RAF Seletar (34.) und RAF Khormaksar (84. Squadron). Die Fluggeschwindigkeit der Beverley war außergewöhnlich niedrig; sie flog langsamer als die Avro York, Handley Page Hastings und die 15 bis 20 Jahre älteren Kriegsflugzeuge Douglas DC-3, Avro Lancaster und Short Stirling. Ihre Vorzüge lagen im sehr großen Frachtraum und in den konkurrenzlos guten Kurzstart und -lande-Eigenschaften: Nach der Landung auf einer Piste von 500 m Länge konnte sie mittels Schubumkehr rückwärts rollen und per Kurzstart weiterfliegen.
Trotz des Lobes endete der Einsatz der Beverley schon 1967, nicht zuletzt wegen der sehr hohen Ausfallrate der Triebwerke, mit der Indienststellung der Lockheed C-130 Hercules. Auch der Vorschlag, die Beverley mit Turboprop-Triebwerken Rolls-Royce Tyne zur B.107 mit 7800 km Reichweite weiterzuentwickeln, fand keine Unterstützung.

### Zivile Nutzung
Die vierte Maschine aus der Serienproduktion wurde mit dem Luftfahrzeugkennzeichen G-AOEK vom 22. September 1955 für vier Monate zum Transport schwerer Ölbohrausrüstung eingesetzt. Die Flüge wurden im Auftrag der Iraq Petroleum Co. von Blackburn und Hunting-Clan Air Transport durchgeführt. Auf neun Flügen transportierte sie Material zu einer abgelegenen Ölbohrstelle in Oman, dessen Beförderung sonst jeweils zwei Wochen gedauert hätte.
Im Frühjahr 1973 erwarb die britische Fluggesellschaft Court Line die letzte noch in Farnborough zu Versuchszwecken dienende Maschine (XB259). Die Gesellschaft wollte dieses Flugzeug zum Transport von Düsentriebwerken nutzen. Die Zulassung als zivile Frachtmaschine wurde aber nicht erteilt. Am 30. März 1974 flog die Maschine zum letzten Mal und beendete die aktive Geschichte dieses Flugzeuges. Diese Maschine befindet sich im Fort-Paull-Museum in Kingston-upon-Hull, alle anderen wurden verschrottet.

## Zwischenfälle
Von den 49 gebauten Beverleys wurden 8 zerstört, davon 2 bei Anschlägen am Boden. Vollständige Liste:

### Flugunfälle
- Am 5. März 1957 stürzte die Beverley mit dem Kennzeichen XH117 in Sutton Wick ab, 4 Kilometer südlich der Luftwaffenbasis Abingdon (England). Das Flugzeug war 18 Minuten vorher zum Flug nach Akrotiri (Zypern) gestartet. Ein Treibstoffventil war verkehrt herum eingebaut worden, was zum Ausfall zweier Triebwerke führte. Im Anflug zur Notlandung in Abingdon streifte die Maschine Hochspannungsleitungen, stürzte in ein Haus und fing Feuer. Von den 22 Insassen wurden 18 (nach anderen Angaben 15) sowie zwei Personen am Boden getötet.

- Am 4. Februar 1958 fielen an der XH118 zwei Triebwerke aus, mutmaßlich nach Störung der Treibstoffversorgung. Bei der mit Rückenwind durchgeführten Notlandung auf dem Flugplatz Baihan (Jemen) geriet das Flugzeug von der Landebahn ab und überschlug sich in einer Sanddüne. Ein Mitglied der zehnköpfigen Besatzung kam ums Leben.[11]

- Am 11. Oktober 1960 wurde die XL151 für die Suche nach einer vermissten Beechcraft C-45 Expeditor der somalischen Luftstreitkräfte eingesetzt, die auf einem Flug von Berbera nach Aden verschollen war. Die Beverley flog 35 Kilometer nördlich der RAF-Basis Aden/Khormaksar nachts in eine Sanddüne und explodierte. Keiner der sieben Insassen überlebte den Unfall.[12]

- Am 17. Mai 1962 brach an Bord von XL132 bei Thorney Island ein nicht löschbarer Triebwerksbrand aus, in dessen Verlauf Motor Nummer 3 abfiel und die Maschine teilweise unkontrollierbar wurde. Ursache für das Feuer waren mangelhafte Zylinderbolzen, die zu Brüchen neigten, was zur Zylinderexplosion führte. Das Flugzeug schlug im Wasser des Hafens von Chichester auf, wobei zwei Personen ums Leben kamen.

- Am 13. April 1963 kollidierte die XB268 nahe El Adem bei einem Nachtanflug mit dem Boden und wurde zerstört. Zwei der vier Besatzungsmitglieder kamen ums Leben.

- Am 15. Dezember 1967 kollidierte die XL150 der No. 34 Sqn. etwa 140 Kilometer nördlich des Flughafens Singapur-Seletar beim Flug in Wolken mit hügeligem Gelände. Die Maschine befand sich auf einem Übungsflug zum Abwerfen von Versorgungsmaterial. Alle sechs Personen an Bord wurden getötet.[13]

### Anschläge
- Am 6. Oktober 1961 wurde XM110 durch eine auf dem Flughafen Kuwait im Frachtraum versteckte Zeitbombe in geparktem Zustand in Bahrain so stark beschädigt, dass keine Reparatur mehr durchgeführt wurde. Personen kamen nicht zu Schaden.[14]

- Am 21. Juni 1967 rollte XM106 auf dem Flugplatz Habilayn-Thumier (Habilayne? z. T. falsch als „Habulaya“ benannt),[15][16] Distrikt Radfan (Jemen), über eine Mine, wobei das rechte Hauptfahrwerk zerstört wurde und dadurch die rechte Tragfläche auf dem Boden aufschlug. Es gab keine Todesopfer. Eine Reparatur der Maschine wurde als nicht praktikabel verworfen; das Wrack wurde an den Rand des Flugplatzes geschleppt, verwertbare Teile ausgebaut und der Rest dort belassen.

## Technische Daten

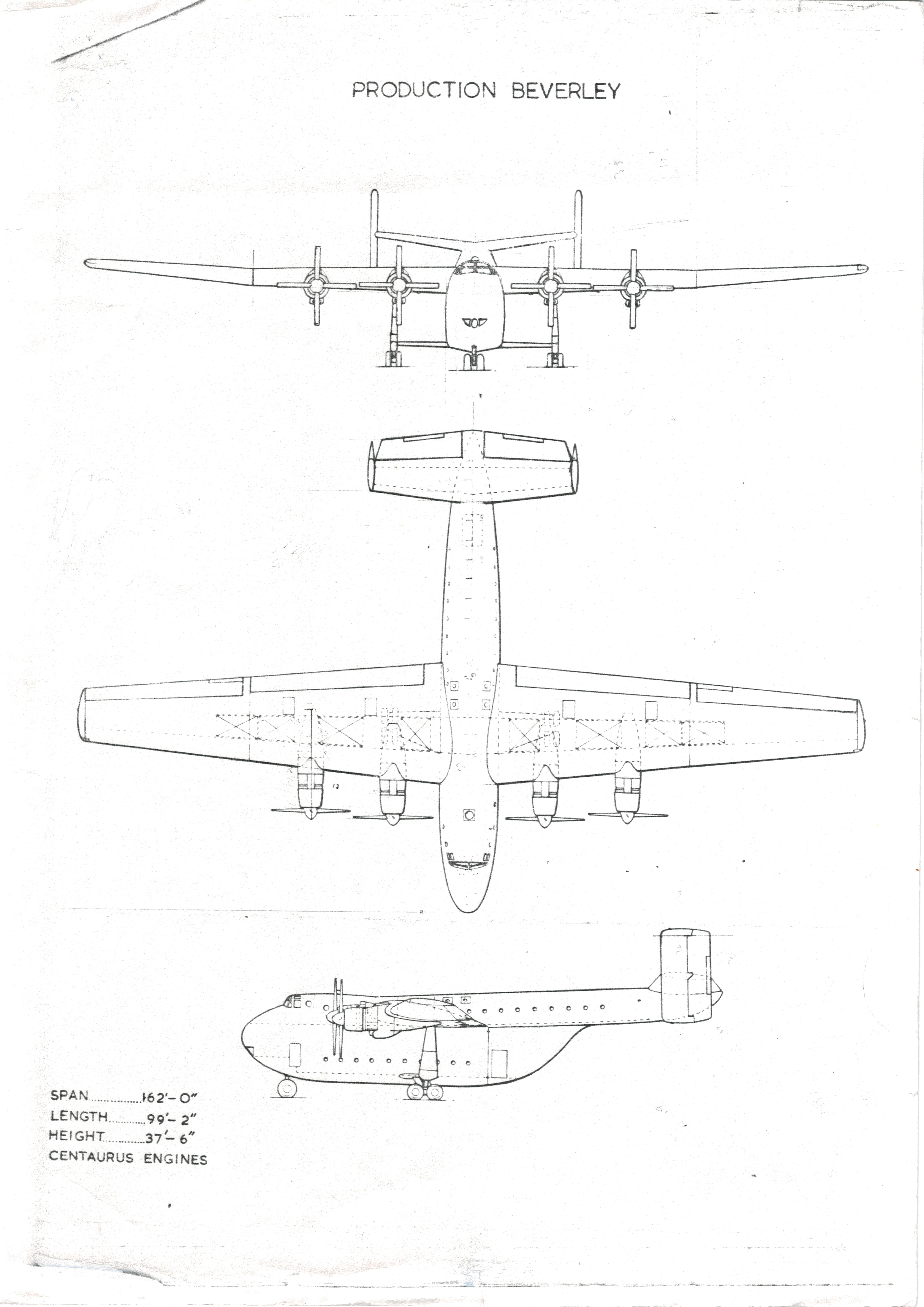
Dreiseitenriss Blackburn Beverley

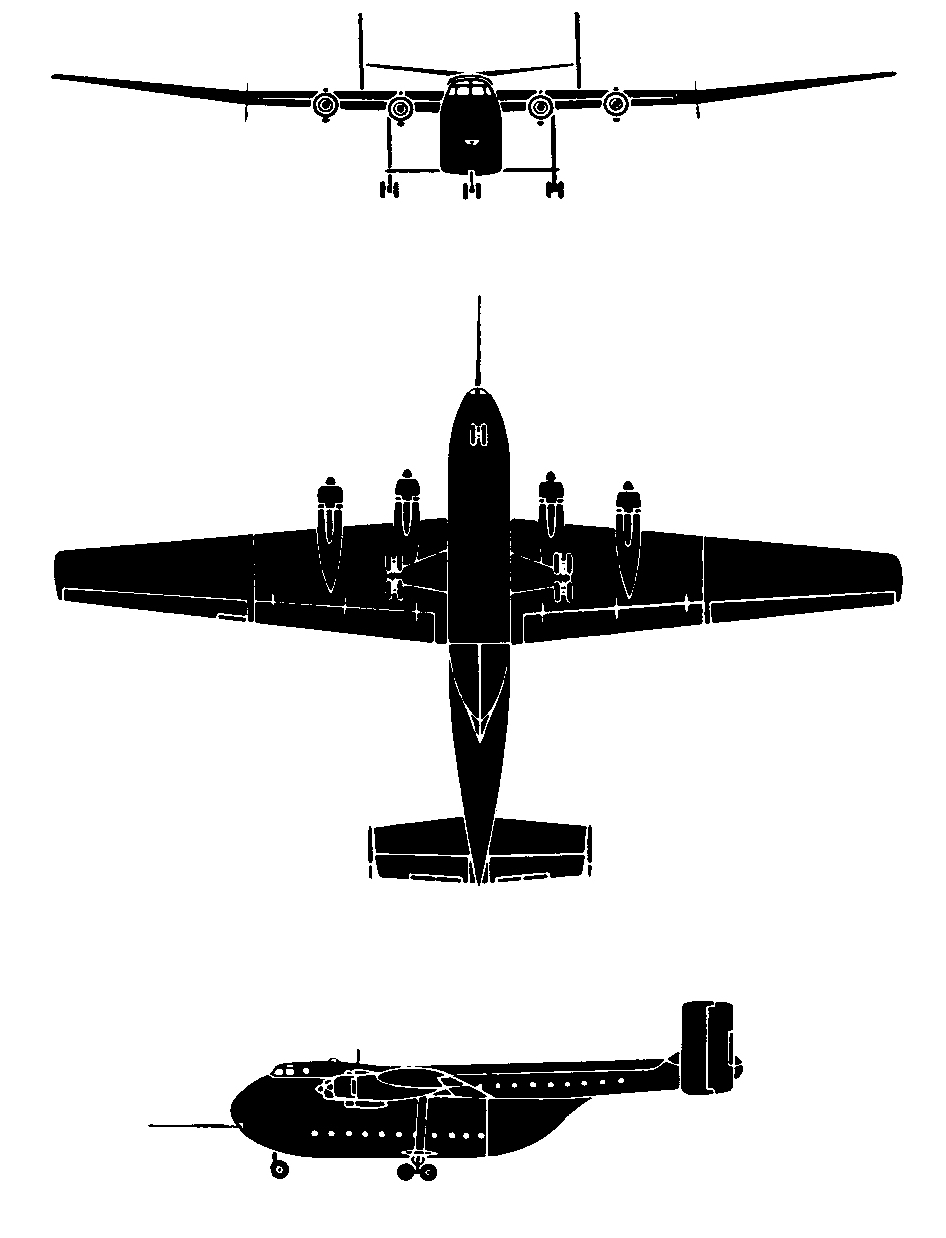
Dreiseitenriss Blackburn Beverley

| Kenngröße             | Daten                                                                               |
| --------------------- | ----------------------------------------------------------------------------------- |
| Besatzung             | 4 (2 Piloten, Funker und Navigator)                                                 |
| Zuladung              | 94 Soldaten oder max. 26.310 kg Fracht                                              |
| Länge                 | 30,3 m                                                                              |
| Spannweite            | 49,5 m                                                                              |
| Höhe                  | 11,7 m                                                                              |
| Flügelfläche          | 270 m²                                                                              |
| Flügelstreckung       | 9,1                                                                                 |
| Frachtraumlänge       | 12,2 m (unten) 13,4 m (oben)                                                        |
| Frachtraumbreite      | 2,59 m (unten) 3,05 m (oben)                                                        |
| Frachtraumhöhe        | 3,05 m (unten) 1,83 m (oben)                                                        |
| Leermasse             | 37.273 kg                                                                           |
| max. Startmasse       | 61.200 kg                                                                           |
| Reisegeschwindigkeit  | 278 km/h (150 kn) (optimal)                                                         |
| Höchstgeschwindigkeit | 383 km/h (207 kn) in 1.740 m Höhe                                                   |
| Dienstgipfelhöhe      | 4875 m (16.000 ft)                                                                  |
| Startstrecke          | 408 m (bis 15 m Höhe)                                                               |
| Landestrecke          | 277 m (aus 15 m Höhe)                                                               |
| Reichweite            | 322 km mit 20 t Nutzlast 5.938 km mit 454 kg Nutzlast                               |
| Triebwerke            | 4 × 18-Zylinder-Doppelsternmotoren Bristol Centaurus 173 mit je 2.123 kW (2.800 PS) |